# Alejandro Wills
Alejandro Wills Vargas (Bogotá, 24 de junio de 1887-Girardot, 10 de febrero de 1943) fue un cantante, tiplista, guitarrista, compositor y arreglista colombiano.
Compuso y arregló más de 200 obras y junto a compositores como Pedro Morales Pino y Luis. A Calvo protagonizaron la llamada “Época de Oro” de la música colombiana. Entre su repertorio se destacan bambucos, pasillos y joropos como “El Galerón Llanero”, uno de los joropos más populares y de mayor difusión en Colombia. 
En 1905 formó parte de la “Estudiantina Murillo” dirigida por  Emilio Murillo. Más tarde en 1909 hace parte de un famoso quinteto bogotano bajo la dirección de Jerónimo Velazco y, finalmente, bajo la dirección de Luis A. Calvo hace parte de la “Lira Colombiana”, creada en un inicio por el maestro Pedro Morales Pino. Después de este recorrido por diversas agrupaciones Alejandro Wills forma en el barrio Las Cruces de Bogotá su primer dueto en compañía de Arturo Patiño hasta 1911.
Sus primeras obras datan de 1913, durante estos primeros años, influenciado por la corriente romántica de comienzos del siglo XX, Wills se enfocó en la interpretación y composición de música tradicional de la región andina colombiana (bambucos, pasillos, torbellinos y valses). Simultáneo a esto y durante más de  treinta años tuvo amistades con diversos políticos, artistas, literatos e intelectuales de la época destacando su relación con miembros de la Gruta Simbólica amistades que permitieron el ascenso y promoción de la música andina tradicional colombiana. 

## Wills Y Escobar
En 1912 forma con Alberto Escobar el dueto “Wills Y Escobar” quienes en 1915 fueron los primeros artistas colombianos en grabar con disqueras internacionales como RCA Victor y Columbia de Nueva York, donde tuvieron gran éxito en 1918; además, fueron invitados a más de veinte países entre ellos: Argentina, Venezuela, Estados Unidos, Chile, México y España; en este último, en 1929, participaron en la exposición Iberoamericana de Música de Sevilla donde ganaron una medalla de oro y una guitarra obsequiada por el Rey de España Alfonso XIII. 

## Wills Y Escobar en Argentina
En 1920 el dueto viaja a Buenos Aires, allí alternan con el dueto Gardel – Razzano –muy populares en la década de los 20–. Durante este tiempo entablaron una muy buena amistad con Carlos Gardel hasta el punto de que Alejandro Wills les enseñó a sus guitarristas acompañantes Barbieri, Riverol y Aguilar a pulsar la guitarra dentro de la música colombiana, y ellos que habían grabado obras colombianas los perfeccionaron y grabaron nuevamente, entre ellas un clásico bambuco que le enseñó el maestro Alejandro Wills a Carlos Gardel llamado “Tras Las Verdes Colina” compuesto a finales de la década de 1910.

## Fallecimiento
El 10 de febrero de 1943,a la edad de 54 años, fallece en la ciudad de Girardot. Las causas de su muerte aún no son claras, se discute una posible neumonía o un problema de riñones.

## Obras
La obra de Alejandro Wills está integrada por más de 200 obras y arreglos musicales, en diversos géneros colombianos. El siguiente listado presenta algunas de las obras más importantes y/o conocidas del músico. La gran mayoría fueron interpretadas por el trío colombiano integrado por Alberto Escobar, Miguel Bocanegra y el propio Alejandro Wills y el dueto Wills y Escobar. Adicional a esto, gran parte de las piezas fueron grabadas en New York, Estados Unidos, con la discográfica RCA Victor y en Bogotá, Colombia, por la misma compañía. El formato más utilizado en estas grabaciones era de tiple, guitarra, violín y voz.

### Bambucos
- Ojeras (05/22/1919) compuesto con Víctor Martínez Rivas[2]
- En luz de tu mirada (10/09/1919)
- Tras las verdes Colinas (11/09/1913)
- El guatecano (1936)
- Arrayanes (1919)
- Renacimiento (1913)
- Quéreme chinita (1919)
- Negrita Querida(1919)
- Si estará pensando en mi
- Como olvidarla (1923)
- Adorable eres morena (1927)
- En la luz de tu mirada (1913)

### Pasillos
- Desde la playa (1920)
- A plena luz (1930)
- Florida juventud (1919)

### Danzas
- Por el senderito (05/19/1919)
- Sumercecita linda (1919)
- Ribereña (1917)
- Mi vida (1917)

### Joropo
- Galerón llanero (Aguas que lloviendo vienen) (1936)[3]
- El voluntario [3]
- Porque le temo a tu tío

### Torbellino
- La india se largó con otro (1936)
- Tiplecito de mi vida (1929) compuesto con Víctor Martínez Rivas

### Canción
- Carnaval (1919)
- Ay corazón (1919)
- Zagalita de mi huerta (1919)

### Gavota
- Ausencia (1913)

### Pasodoble
- Sol bogotano (1913)

### Vals
- Dime (1919)
- Ojos perversos (1920)